# Debay Telatgen
Debay Telatgen är ett distrikt i Etiopien. Det ligger i den centrala delen av landet, 220 km nordväst om huvudstaden Addis Abeba.